# Ivan Lipovský
Ivan Lipovský (* 14. října 1948) byl slovenský a československý politik Komunistické strany Slovenska a poslanec Sněmovny lidu Federálního shromáždění za normalizace.

## Biografie
K roku 1981 se profesně uvádí jako tajemník Ústředního výboru Socialistického svazu mládeže.
Ve volbách roku 1981 zasedl do Sněmovny lidu (volební obvod č. 200 – Vranov nad Topľou, Východoslovenský kraj). Ve Federálním shromáždění setrval do konce funkčního období, tedy do voleb roku 1986.